# Dobranowice (Wieliczka)
Pour l’article homonyme, voir Dobranowice (Cracovie).
Dobranowice est une localité polonaise de la gmina et du powiat de Wieliczka en voïvodie de Petite-Pologne.